# 劉臻 (饒陽縣伯)
劉臻（527年—598年），表字宣摯，沛国相县（今安徽省淮北市）人，南朝梁到隋朝的学者。精通两漢書，被称为漢聖。
南梁尋陽郡太守劉显之子。十八岁是举秀才，担任邵陵王東閤祭酒。梁元帝时，改任中書舍人。江陵陷落，劉臻归顺蕭詧，被任命为中書侍郎。北周宇文護召他为中外府記室，軍事書簡檄文多为劉臻亲筆写成。後来担任露門学士，任大都督，封饒陽县子。历任藍田县令、畿伯下大夫。
隋朝建立，進位儀同三司。高熲討南陳，劉臻随軍负责文筆，進爵饒陽县伯。皇太子楊勇召他为太子学士，他和太子关系親密。和儀同、太子学士劉訥关系也很好，劉臻住城南，劉訥住城東，多混在一起，经常出笑話。598年（開皇十八年）去世，享年七十二岁，文集十卷通行于世。